# Acacia fischeri
Acacia fischeri é uma espécie de leguminosa do gênero Acacia, pertencente à família Fabaceae.